# Zoltán Adamik
Dans le nom hongrois Adamik Zoltán, le nom de famille précède le prénom, mais cet article utilise l’ordre habituel en français Zoltán Adamik, où le prénom précède le nom.
Zoltán Adamik (né le 20 octobre 1928 à Szolnok et mort le 7 décembre 1992 à Budapest) est un athlète hongrois, spécialiste du 400 mètres.

## Biographie
Il remporte la médaille de bronze du 400 m lors des championnats d'Europe d'athlétisme de 1954, à Berne.

### Palmarès
| Date | Compétition           | Lieu  | Résultat | Épreuve | Performance |
| ---- | --------------------- | ----- | -------- | ------- | ----------- |
| 1954 | Championnats d'Europe | Berne | 3e       | 400 m   | 47 s 6      |

### Records
| Épreuve | Performance | Lieu     | Date         |
| ------- | ----------- | -------- | ------------ |
| 400 m   | 46 s 9      | Budapest | 19 août 1956 |